# Gezellen van de Groene Tent (Luik)
De Gezellen van de Groene Tent was een krijgsbende, die vanaf 1466 door Raes van Heers en Fastré Baré werd verzameld in hun pogingen om het prinsbisdom Luik te destabiliseren na de Vrede van Sint-Truiden in opdracht van Lodewijk XI, koning van Frankrijk. Dat was de tijd dat Bourgondië en Frankrijk streden om Luik tijdens de Luikse Oorlogen. Zij rekruteerden zelfs kinderen vanaf de leeftijd van 7 jaar, die met slogans op borden rondliepen in de straten van de stad, waar de rest van de Gezellen de eigendommen van geestelijken plunderde en de wapenschilden van het prinsbisdom vernielde. De gezellen overnachtten veelal in tenten buiten de stad. Ze voerden een groene vlag, hun kledij was half groen en half in een kleur naargelang hun herkomst. Na de nederlaag van Luik tegen de Bourgondische hertog Karel de Stoute, die in 1468 de stad platbrandde en uitmoordde, zijn vele Gezellen uitgeweken naar Frankrijk.